# Frederikke af Mecklenburg-Strelitz
Frederikke af Mecklenburg-Streliz (tysk: Friederike Louise Caroline Sophie Charlotte Alexandrine) (født 3. marts 1778, død 29. juni 1841) var en tysk prinsesse, der gennem sine ægteskaber blev henholdsvis prinsesse af Preussen, prinsesse af Solms-Braunfels og dronning af Hannover , det sidste som ægtefælle til kong Ernst August 1. af Hannover, (femte søn og ottende barn af kong Georg 3. af Storbritannien).

## Eksterne links
- Wikimedia Commons har flere filer relateret til Frederikke af Mecklenburg-Strelitz